# Maubert-Fontaine
Maubert-Fontaine – miejscowość i gmina we Francji, w regionie Grand Est, w departamencie Ardeny.
Według danych na rok 1990 gminę zamieszkiwało 916 osób, a gęstość zaludnienia wynosiła 89 osób/km².